# Lijst van afleveringen van Checkpoint (seizoen 4)
Dit is een lijst van afleveringen van Checkpoint van seizoen 4. In de schema's staan de gestelde vraagstukken aangegeven, de getrokken conclusie en notities van de test. Bij sommige tests werd er geen (concrete) conclusie getrokken, in dat geval wordt er doorverwezen naar de notities.

## Inleiding
Op 2 oktober start het vierde seizoen van Checkpoint. Het loopt tussen 2 oktober 2010 en 1 januari 2011.
Ook in dit seizoen is de samenstelling van het testteam weer anders. Arjan en Romy verlaten het programma. In hun plaats komen Jasper en Myrthe het testteam versterken.
De terugkerende rubrieken die in seizoen 3 voor het eerst werden gedaan, keren terug in seizoen 4 en bestaan uit onderdelen als Top Secret, Net als in de film en De Achtbaan, die later werd opgevolgd door Kat vs. Hond. Ook de prijsvraag keert weer terug en zit gekoppeld aan laatste twee onderdelen. Wel is het aantal tests van vier of vijf per aflevering omlaag gebracht naar een standaard aantal van vier per aflevering.
Bij de tweede aflevering van dit seizoen passeren de kijkcijfers voor het eerst de 200.000.

## Samenstelling testteam
- Tom Berserik
- Myrthe Busch
- Ghino Girbaran
- Jasper van den Hoven
- Rick Mackenbach
- Luara Prins
- Ghislaine Tanamal
- Dico Verschure

## Afleveringen

### Aflevering 1
Uitzenddatum: 2 oktober 2010

#### De Achtbaan → Cadeautje inpakken
| Vraag                                                | Antwoord | Notities                                                           |
| ---------------------------------------------------- | -------- | ------------------------------------------------------------------ |
| Kan er in de achtbaan een cadeautje ingepakt worden? | Nee.     | Ghino probeerde een knuffelbeest in te pakken. Dit lukte hem niet. |

#### Jongens vs Meiden → Geheim Agent
| Uitdaging              | Winnaar | Notities |
| ---------------------- | ------- | --- |
| Geheim Agenten Test    | Meiden  | Deze test vond plaats op een terrein met illegale praktijken. De jongens en de meiden moesten uitzoeken wat er precies gebeurde. Uiteraard mochten ze niet gesnapt worden. Verder moesten ze een camera plaatsen om vast te kunnen leggen wat er gebeurt (er werd in dieren gehandeld). Daarna moesten ze bewijsmateriaal fotograferen om de verdachten te kunnen oppakken. De meiden deden dit het beste. |
| Uiteindelijke winnaar. | Meiden. | Getrokken conclusie: de meiden zijn de beste geheim agenten. |

#### Top Secret → Stiekem gamen
| Onderwerp      | Notities |
| -------------- | --- |
| Stiekem gamen. | In een kast werd een dubbele achterwand gebouwd. Daarin werd de spelcomputer en de tv verstopt. Het idee was dat als de ouders binnen zouden komen, dat de kast snel zou worden omgedraaid en ze dus van niks zouden weten. Echter: het is ook mogelijk dat de ouders niet werden gehoord en dat de kast niet op tijd zou kunnen worden omgedraaid. Daarom werd een stil alarm gemaakt, bestaande uit een mat en een lampje dat ging branden als er iemand op de mat staat. Op dat moment moet de kast worden omgedraaid. |

#### Vacuüm
| Vraag                                 | Notities |
| ------------------------------------- | --- |
| Wat is vacuüm?                        | Vacuüm is de afwezigheid van lucht. Bij een proef werden spekjes en negerzoenen onder een stolp gedaan en er werd een vacuüm in gecreëerd. Doordat de lucht eruit werd gezogen, zwol het snoepgoed op. Vervolgens werd er een wekker onder de stolp gelegd, eerst zonder en daarna met vacuüm. Eerst was het 83 dB, bij de tweede test met vacuüm daalde de geluidssterkte vanaf 67. |
| Waar kan vacuüm voor gebruikt worden? | Er werd een poging gedaan om een kleine koffer in te pakken met grote spullen. De spullen (waaronder een grote teddybeer, schoenen, shirts en een groot hoofdkussen) werden in een plastic zak gedaan en vervolgens werd met een stofzuiger de lucht eruit gezogen. Alles paste erin.                                                                                                |
| Wat is de kracht van vacuüm?          | Er werd een vacuüm gecreëerd in een zwaar metalen containertank. De tank werd volledig in elkaar gedrukt. |

### Aflevering 2
Uitzenddatum: 9 oktober 2010

#### De Achtbaan → Chocoladepinda's sorteren
| Vraag                                                                    | Antwoord                                 | Notities |
| ------------------------------------------------------------------------ | ---------------------------------------- | --- |
| Is het mogelijk om tijdens een achtbaanrit chocoladepinda's te sorteren? | Ja, maar het rendement is niet erg hoog. | Tom kreeg bij een achtbaanrit een kom met gekleurde chocoladepinda's mee en moest de blauwe eruit halen. Tijdens de rit vielen bijna alle pinda's uit de kom. Uiteindelijk waren er nog drie blauwe over. |

#### Jongens vs Meiden → Coureur
| Uitdaging                           | Winnaar  | Notities |
| ----------------------------------- | -------- | --- |
| Test over het inschattingsvermogen. | Jongens  | Ghino en Myrthe moesten met een kart op een wand af rijden en er zo dicht mogelijk voor tot stilstand komen. Ze kregen beiden drie pogingen, maar als ze te laat stopten, was het meteen afgelopen en telde de laatste poging. Myrthe ging gelijk door de muur heen, Ghino daarentegen wist hem voor de muur nog één keer te stoppen voordat hij erdoorheen ging.                |
| Een quad met caravan parkeren.      | Jongens  | Degene die dit het snelste deed, won. Daarnaast stond er een testpop (Truus) op het parcours en als deze omviel, kwamen er 60 strafseconden bij. Ghino deed er 6:50 over. Hij tikte de paspop aan, maar deze viel niet om, daarom in plaats van 60, 30 strafseconden, wat hem een eindtijd van 7:20 gaf. Myrthe kreeg het niet voor elkaar: haar poging werd na 7:30 afgebroken. |
| Motorrace.                          | Jongens  | Ghino en Myrthe moesten met een minibike twee rondes afleggen op een racecircuit. Myrthe crashte tijdens de race en Ghino kwam eerder over de finish. |
| Uiteindelijke winnaar.              | Jongens. | Eindstand: 3-0. |

#### Net als in de film "weggeblazen worden"
| Onderwerp           | Notities |
| ------------------- | --- |
| Weggeblazen worden. | Dico werd 'keihard weggeblazen' met een jerksuit aan. Daaraan werd een staalkabel bevestigd. Na een demonstratie werd een scène opgenomen met deze filmtechniek. Het idee was dat Ghino een conflict had met Dico en op het moment dat Ghino op hem schoot, werd Dico aan de staalkabel door een aantal dozen heen getrokken. |

#### Rakettest
| Vraag                                        | Notities |
| -------------------------------------------- | --- |
| Is het mogelijk om zelf een raket te bouwen? | Er werd een chemische reactie tussen azijn en bakpoeder gecreëerd en daarmee werd een poging gedaan om kleine kokers van filmrollen te lanceren. De eerste keer explodeerden deze, de tweede keer lukte het wel. Als tweede test werden colaflessen gelanceerd. De flessen werden met water gevuld en er werd gepompt. Uiteindelijk ging de raket de lucht in. De laatste test werd gedaan met een ontbrandingsmotor uit een vuurpijl. Op het eind zou deze motor ontploffen en die ontploffing zou een parachute loslaten. De raket werd gebouwd, geschilderd en op een windstil moment gelanceerd. Na een paar seconden daalde hij aan de parachute weer omlaag. |

### Aflevering 3
Uitzenddatum: 16 oktober 2010

#### De Achtbaan → Bloemschikken
| Vraag                                                        | Antwoord | Notities                                                                                  |
| ------------------------------------------------------------ | -------- | ----------------------------------------------------------------------------------------- |
| Is het mogelijk om tijdens een achtbaanrit te bloemschikken? | Ja.      | Ghislaine had drie bloemsoorten mee in de achtbaan en ze slaagde erin een bos te creëren. |

#### Jongens vs Meiden → Douanier
| Uitdaging                                                             | Winnaar  | Notities |
| --------------------------------------------------------------------- | -------- | --- |
| Productkennis.                                                        | Meiden   | Om beurten kregen Ghino en Luara een koffer. De eigenaar van deze koffer moest worden aangesproken en ze moesten de spullen op echtheid controleren. Ghino vond geen valse artikelen, Luara vond er drie en won de test.                 |
| Met behulp van röntgenapparatuur illegale spullen uit koffers pikken. | Jongens  | In totaal vond Luara drie producten, Ghino het dubbele. |
| Een koffer inspecteren.                                               | Jongens  | Ghino en Luara moesten om beurten de eigenaar van de koffer aanspreken en zijn koffer inspecteren. Geen van beiden vonden ze alle producten, maar Ghino gedroeg zich het meest professioneel en daarom werd hij tot winnaar uitgeroepen. |
| Uiteindelijke winnaar.                                                | Jongens. | Eindstand: 2-1. Getrokken conclusie: de jongens zijn het meest geschikt voor het vak als douanier. |

#### Psychotest → Muziek en prestaties
| Vraag                                   | Conclusie                                            | Notities |
| --------------------------------------- | ---------------------------------------------------- | --- |
| Kan muziek echt prestaties beïnvloeden? | Het heeft invloed, maar er is geen betere prestatie. | Dico en Ghino kregen 10 minuten tijd om twee katten te schilderen en dit werd eerst gedaan met stevige muziek en daarna met rustige klassieke muziek. Bij de stevige muziek werd ruiger geschilderd, terwijl Dico aangaf dat hij bij de klassieke muziek bijna een stoel nodig had om te gaan zitten. |

#### Magneten
| Vraag                                                             | Conclusie | Notities |
| ----------------------------------------------------------------- | --------- | --- |
| Is het mogelijk om met magneten cola uit de koelkast te halen?    | Ja.       | Rick en Jasper kregen een magneet die met een touw aan een stok was gebonden. Vanaf een bank trachtte Rick de magneet tegen de koelkastdeur te werpen om deze te openen. Na een aantal pogingen lukte dit. Vervolgens trachtte Jasper een blik cola uit de koelkast te vissen. Ook dit lukte. |
| Is het mogelijk om met magneten een fiets aan een paal te hangen? | Ja.       | De paal van een verkeersbord werd gebruikt voor deze test. De magneet werd er tegenaan gehangen en bleek inderdaad sterk genoeg om de fiets eraan te hebben. |
| Is het mogelijk om met magneten geld uit een vijver te vissen?    | Ja.       | Voor deze test werd een sterke elektromagneet gebruikt en een bassin dat met munten was gevuld. Klaas schakelde de magneet in vlak boven het wateroppervlak en alle munten werden aangetrokken.                                                                                               |

### Aflevering 4
Uitzenddatum: 23 oktober 2010

#### De Achtbaan → Bestellen
| Vraag                                                   | Antwoord | Notities |
| ------------------------------------------------------- | -------- | --- |
| Kan er in de achtbaan een bestelling worden doorgebeld? | Ja.      | Luara kreeg een lijst met een bestelling en een mobiel mee en moest tijdens de rit naar een snacktent bellen. De bestelling kwam goed door. |

#### Jongens vs Meiden → Lesgeven
| Uitdaging                      | Winnaar | Notities |
| ------------------------------ | ------- | --- |
| Kinderen een liedje aanleren.  | Meiden  | Van tevoren kregen Tom en Myrthe een liedje aangeleerd. Dit moesten ze vervolgens overbrengen aan 20 kinderen. Myrthe deed deze test het best. |
| Een groep kinderen begeleiden. | Jongens | Myrthe moest de kinderen begeleiden naar een basketbalveld en Tom weer terug. Dit werd bemoeilijkt doordat de klas expres alles ging saboteren (bijvoorbeeld verstoppen of stiekem weglopen). Tom lette hierbij meer op de veiligheid en won daardoor. |
| Lesgeven.                      | Meiden  | Zowel Tom als Myrthe kregen van tevoren 10 minuten om een les voor te bereiden over respectievelijk de Irrawaddydolfijn en de Euraziatische lynx. Myrthe werd tot winnaar uitgeroepen.                                                                 |
| Uiteindelijke winnaar.         | Meiden. | Eindstand: 2-1. Getrokken conclusie: de meiden zijn het beste voor de klas. |

#### Top Secret → Geheime bergplaatsen
| Onderwerp             | Notities                                                     |
| --------------------- | ------------------------------------------------------------ |
| Geheime bergplaatsen. | Een kleine spelcomputer werd verstopt in een uitgehold boek. |

#### Helium
| Vraag | Conclusie                   | Notities |
| --- | --------------------------- | --- |
| Is het mogelijk om een bal verder te slaan?                                                                       | Nee.                        | Er waren twee strandballen. Eén werd met helium gevuld, de andere met gewone lucht. Ghislaine smashte beide ballen over een volleybalnet heen. Het scheelde niet veel, maar het was duidelijk dat helium als vulling voor een bal geen extra voordelen heeft. |
| Kunnen er grotere sprongen mee gemaakt worden met een skippybal en derhalve sneller een parcours kunnen afleggen? | Nee.                        | Ghislaine deed 19 seconden over de bal met gewone lucht. Bij de met helium gevulde bal crashte ze en dus werd besloten de test opnieuw te doen. Ze finishte in 18 seconden. Het voelde niet anders, maar volgens Ghislaine "is het wel leuk". |
| Knalt helium harder dan lucht?                                                                                    | Ja                          | Twee ballonnen werden opgeblazen met lucht en helium totdat ze knalden. De ballon met lucht ontplofte bij 103,9 dB. De ballon met helium had precies 113 dB. |
| Hoeveel heliumballonnen zijn nodig om een paar schoenen of een konijn te laten zweven?                            | Respectievelijk 200 en 400. | Voor iedere 15 gram bleken twee ballonnen nodig (uitgezocht met behulp van een stift die 15 gram woog en met twee ballonnen de lucht in ging). De schoenen wogen 1500 gram. Daarvoor werden 200 ballonnen opgeblazen en losgelaten. De schoenen gingen inderdaad de lucht in. Het mandje met het konijn woog drie kilo. Met 400 ballonnen werd het geheel de lucht in gestuurd. |
| Toepassing voor helium.                                                                                           | Zie Notities                | Tom kreeg een volle rugzak om, waar een enorme tros ballonnen aan werd gehangen. Het voelde een stuk lichter aan. |

### Aflevering 5
Uitzenddatum: 30 oktober 2010

#### De Achtbaan → Patat eten
| Vraag                                      | Antwoord                                | Notities |
| ------------------------------------------ | --------------------------------------- | --- |
| Kan er in de achtbaan patat worden gegeten | Ja, maar het wordt wel een kliederboel. | Ghino kreeg een portie patat met mayonaise mee en moest dit opeten. Tegen het eind van deze rit slaagde hij erin om enkele frieten op te eten, maar hij morste wel mayonaise. |

#### Jongens vs Meiden → Tv presentator
| Uitdaging                            | Winnaar | Notities |
| ------------------------------------ | ------- | --- |
| Nieuws presenteren vanaf de autocue. | Meiden  | Het nieuwsbericht dat ze moesten lezen, was bemoeilijkt met behulp van struikelwoorden, waaronder ammoniakramp en pennenetui. Uiteindelijk maakte Myrthe vier fouten en Ghino zes. |
| Het weer presenteren                 | Meiden  | Myrthe en Ghino moesten voor een groene chromakeywand een weerbericht presenteren(op TV was op deze wand een weerkaart te zien, net zoals bij het officiële weerbericht). Volgens Klaas maakte Ghino er "een potje" van met de landenherkenning. Hij besloot de meiden tot winnaar uit te roepen. |
| Op locatie verslaggeven.             | Meiden  | Zowel Myrthe als Ghino moesten verslagbrengen van een autobrand. Myrthe werd tot winnaar uitgeroepen. |
| Uiteindelijke winnaar.               | Meiden. | Eindstand: 3-0. |

#### Luxe
| Luxeartikel | Notities |
| ----------- | --- |
| Flatscreen  | Van een televisietoestel werd een flatscreen gemaakt met behulp van spiegels. De televisie werd in een kast gelegd met het scherm naar boven en met behulp van een 45 graden hangende spiegel aan het plafond werd het beeld geleid naar een andere spiegel die aan de muur hing. |
| Airco       | Een schoenendoos diende als behuizing. Voor de verkoeling werden koelelementen gebruikt. Aan beide kanten van de doos werden gaten gemaakt voor de ventilator, afkomstig uit een computer. Verder werd er nog een voeding geplaatst voor de stroom.                               |
| Bubbelbad   | De basis was een met water gevulde badkuip. Een scheetzak werkte niet. Een luchtpomp werkte wel, maar daar was hulp bij nodig met het pompen. Uiteindelijk bleken aquariumpompjes de uitkomst. Dit was subtiel, maar wel constant en er hoeft niets voor gedaan te worden.        |

#### Net als in de film → "De vechtscène"
| Onderwerp      | Notities |
| -------------- | --- |
| De vechtscène. | Stuntman Henk legde uit dat bij een filmgevecht er zo'n 30 à 40 centimeter afstand zit tussen de beide acteurs. Maar als de persoon die werd geslagen met de rug naar de camera staat, wordt dit niet gezien, doordat een camera geen diepte ziet. Daarna werd een vechtscène opgenomen met deze filmtechniek. Eerst oefenden Ghino en Dico alle benodigde technieken. Het idee was dat Dico Ghino's plaats had ingenomen. Ghino sloeg Dico van de stoel af met behulp van een dienblad, trok hem aan zijn haren naar de bar, sloeg zijn gezicht op de bar en na nog enig gevecht sloeg Dico Ghino een fles op het hoofd. |

### Aflevering 6
Uitzenddatum: 6 november 2010

#### De Achtbaan → Eten voorbereiden
| Vraag                                                | Antwoord | Notities                                                              |
| ---------------------------------------------------- | -------- | --------------------------------------------------------------------- |
| Kunnen er in de achtbaan gehaktballen worden gerold? | Ja.      | Tijdens een achtbaanrit draaide Ghislaine in totaal zes gehaktballen. |

#### Jongens vs Meiden → Inschatten
| Uitdaging                                      | Winnaar | Notities |
| ---------------------------------------------- | ------- | --- |
| Drie kilo meel afwegen.                        | Meiden  | Rick en Luara moesten uit het hoofd drie kilo meel in een bak doen. Rick had 1365 gram, Luara zat het dichtste bij met 2325 gram. |
| Inschatten hoeveel meter er op een wc rol zit. | Jongens | Luara schatte 450 meter wc-rol, Rick 13. Uiteindelijk bleek er 25 meter op de rol te zitten. |
| Afstand inschatten.                            | Meiden  | Rick en Luara kregen een mat met een penaltystip en moesten die op 11 meter van het doel neerleggen. Luara slaagde erin de stip op precies 11 meter van de doellijn te leggen. Ze heeft echter niet geschat, maar de betonplaten van twee bij twee meter geteld en zo de plaats bepaald. Hierop werd de test ongeldig verklaard. Het was tenslotte de bedoeling om de schatten, niet om te meten. Er werd een nieuwe beslissende test gedaan met een sloopkogel. Een tafel met televisietoestel moest zo geplaatst worden, dat de kogel de televisie van de tafel af slaat. Hierbij moest de tafel blijven staan. Degene die de tv het dichtst bij de sloopkogel durfde te zetten, zou de test winnen. Uiteraard was te dichtbij ook niet goed. Rick nam het meeste risico door de tafel met tv het dichtste bij de sloopkogel te zetten. Dit bleek verkeerd ingeschat, want de kogel raakte de tafel in plaats van de tv en dus werd Luara tot winnaar uitgeroepen. |
| Uiteindelijke winnaar.                         | Meiden. | Eindstand: 2-1. Getrokken conclusie: de meiden hebben het beste inschattingsvermogen. |

#### Energie
| Activiteit                                    | Notities |
| --------------------------------------------- | --- |
| Mobieltje opladen zonder stroom te gebruiken. | Hiervoor werd een opwindbare zaklamp gebruikt waaraan gedraaid moet worden om hem te laten werken. Deze werd aangesloten op de mobiel. Vervolgens draaide Ghino aan de zwengel. De telefoon laadde inderdaad op. |
| Soep warm maken met de zon.                   | Voor deze proef werd een filmspot gebruikt als zon. Van een paraplu werd een zonneoven gemaakt door hem aan de binnenkant met folie te bekleden. In het midden werd een zwarte pan met soep gezet. Na een half uur was de soep heet. |
| Een accu opladen met windenergie.             | Een elektromotor werd omgebouwd tot windturbine en er werd een poging gedaan om daarmee een accu voor de scootmobiel op te laden. Klaas, Rick en Ghino bouwden de windturbine op, ze reden een goede accu leeg met de scootmobiel en de andere laadden ze ondertussen op. Toen de volle accu was leeggereden, werd de andere accu geïnstalleerd. De accu bleek inderdaad opgeladen en de scootmobiel reed. |

#### Net als in de film → "De crashscène"
| Onderwerp      | Notities |
| -------------- | --- |
| De crashscène. | Stuntman Henk legde uit, dat vlak voordat de auto de acteur zou raken, hij zijn rechterbeen op de motorkap zet. Vervolgens legt hij de elleboog tegen de knie en de onderarm op de auto, zodat het één lijn werd. Vervolgens trekt hij het been in en brengt hij de kin naar de borst. Daarna werd er een scène opgenomen. De ober van een restaurant (Jasper), de gasten en Ghino en Klaas werden geschept door een auto en een stukje meegesleurd. De bestuurder (Dico) remde af en de ober verdween in een winkelpui. |

### Aflevering 7
Uitzenddatum: 13 november 2010

#### De Achtbaan → E-mailen
| Vraag                                                   | Antwoord | Notities |
| ------------------------------------------------------- | -------- | --- |
| Is het mogelijk om in de achtbaan een e-mail te sturen? | Nee.     | Luara had een laptop mee in de achtbaan om een e-mail mee te schrijven. Ze slaagde er nog net in "hoi" te schrijven, voor de rest lukte het haar niet. |

#### Jongens vs Meiden → Conducteur
| Uitdaging                             | Winnaar  | Notities |
| ------------------------------------- | -------- | --- |
| Treintickets controleren.             | Meiden   | In een treincoupé zaten een aantal passagiers die geen geldig vervoersbewijs bij zich hadden. De bedoeling was om er zo veel mogelijk uit te halen, bij een gelijkspel zou de tijd gelden. Dat laatste was echter overbodig, aangezien Luara alle vier de tickets wist te vinden, Tom miste er een. |
| Omroepen.                             | Jongens  | Tom en Luara moesten een omroepbericht uit hun hoofd leren en dit omroepen. Tom deed dit beter. |
| Een minder valide in de trein helpen. | Jongens  | Om beurten moesten Tom en Luara een minder valide in de trein helpen. Beide keren liet de minder valide persoon zijn koffer vallen. Luara kreeg een kritiekpunt omdat ze de koffer op het perron liet liggen, om eerst de persoon in de trein te helpen. Tom werd tot winnaar uitgeroepen.          |
| Uiteindelijke winnaar.                | Jongens. | Eindstand: 2-1. Getrokken conclusie: de jongens zijn het beste als conducteur. |

#### Top Secret → Hamster
| Onderwerp                                                | Notities |
| -------------------------------------------------------- | --- |
| Een geheime kooi maken voor een stiekem genomen hamster. | Hiervoor werd een oud televisietoestel gebruikt. Eerst werd alle elektronica eruit gehaald en daarna werd er in de lege televisiekast een kooi gebouwd voor de hamster. Vervolgens werd er een zwart scherm aan de voorkant gehouden. In het geval dat de ouders binnen zouden komen, zou de hamster direct verborgen kunnen worden. |

#### Alternatief bestek
| Vraag                                     | Notities |
| ----------------------------------------- | --- |
| Wat is het beste alternatief voor bestek? | Eerst werd er Hollandse pot met behulp van tuingereedschap (harkjes) en schoolgereedschap (liniaal en cd) op het bord gedaan en opgegeten. Daarna werd een poging gedaan met soep en spaghetti. Spaghetti werd gegeten met potloden en een kattenbakschep. Tomatensoep werd gegeten met een wc-rol die aan één kant is dicht geplakt. Dit ging goed. Bij de volgende test werd eerst gehakt, aardappels en doperwten met wortels fijngemalen in de blender. Vervolgens werd dit in een spuit gedaan en in de monden gespoten. Ook dit lukte. Als laatste werd er een "soepmachine" gemaakt. Door te trappen werd een wiel met kwasten aan het draaien gezet en de bedoeling was om zo de soep op te kunnen eten. Dit werd echter geen succes. |

### Aflevering 8
Uitzenddatum: 20 november 2010

#### De Achtbaan → Haar in model brengen
| Vraag                                                       | Antwoord                                   | Notities |
| ----------------------------------------------------------- | ------------------------------------------ | --- |
| Is het mogelijk om in de achtbaan haar in model te brengen? | Ja, maar wellicht niet leuk voor vriendin. | Tom had een pot met gel mee in de achtbaan. Op het moment dat de wagen naar beneden zou gaan, had hij een hand gel genomen, maar toen de achtbaan naar beneden ging, kwam het in zijn mond. |

#### Jongens vs Meiden → Gamen
| Game                   | Winnaar  | Notities |
| ---------------------- | -------- | --- |
| Duck Hunt              | Jongens  | Deze deeltest werd ingeleid met een potje Duck Hunt op de spelcomputer. Dico won dit spel, maar toen bleek dat deze niet mee telde. In de echte test liet Klaas vanaf een hoogte zes ballonnen vallen. Dico en Myrthe moesten deze kapotschieten met een buks. Myrthe schoot geen enkele, Dico schoot er twee kapot. |
| Pinball                | Meiden   | Vanaf deze deeltest kreeg Dico versterking van Rick en Myrthe van Luara. Er werd een flipperspel gespeeld en dit spel werd aangestuurd met behulp van een auto. Door de portieren te bewegen, werden de flippers bediend en met de rem werd de bal afgeschoten. De jongens scoorden 535.000, de meiden 541.000.      |
| Tetris                 | Jongens  | Bij deze deeltest was het de bedoeling om steeds binnen een bepaalde tijd Tetris-blokken na te bouwen die op een scherm verschenen. Daarna moest deze worden neergezet in een Tetris speelveld. De meiden haalden 130 punten, de jongens 170.                                                                        |
| Uiteindelijke winnaar. | Jongens. | Eindstand: 2-1. Getrokken conclusie: de jongens zijn de beste gamers. |

#### Net als in de film → "Brandend huis"
| Onderwerp                       | Notities |
| ------------------------------- | --- |
| Uit een brandend huis springen. | Er werd een kleine trampoline genomen. De bedoeling was dat Dico en Ghino met behulp van deze trampoline door een decor heen zouden springen. Uiteindelijk werd er vlak voor het decor een vuur gemaakt waar Dico en Ghino overheen sprongen. |

#### Fiets stuk?
| Onderwerp                        | Notities |
| -------------------------------- | --- |
| Band plakken zonder plakspullen. | Het eerste alternatief dat werd getest, was kauwgom. Dit werkte niet. Daarna werd plakband geprobeerd en dit werkte wel.                                                                                        |
| Een alternatief voor de band.    | Eerst werd pur-schuim aangebracht op de velg. Terwijl dit droogde, gingen Dico en Ghino over op een ander alternatief: bubbeltjesplastic. Dit werkte. Pur-schuim werkte niet: de velg ging er al gauw doorheen. |
| Een alternatief voor het zadel.  | Hiervoor werd een rijzadel genomen. |

### Aflevering 9
Uitzenddatum: 27 november 2010

#### Kat vs Hond → Jagen
| Vraag                                | Antwoord | Notities |
| ------------------------------------ | -------- | --- |
| Wie van de twee kan het beste jagen? | De hond. | Voor deze test werd een fietswiel gebruikt dat met 10 km/h een touw oprolde. Aan dat touw zat een lokaas. De kat deed er 3 seconden over om het aas te pakken, de hond 1,5 seconde. Ook toen de snelheid werd opgevoerd naar 20 km/h had de hond hem al snel te pakken (ongeveer 3 seconden). |

#### Jongens vs Meiden → Tandarts
| Uitdaging                       | Winnaar | Notities |
| ------------------------------- | ------- | --- |
| Tandsteen verwijderen.          | Jongens | Na instructies te hebben gekregen van een ervaren tandarts kregen Rick en Luara de opdracht om tandsteen te verwijderen bij een patiënt. Beiden slaagden ze erin, maar Rick werd tot winnaar uitgeroepen, omdat zijn uitleg naar de patiënt toe beter was en hij ook meer handvaardigheid toonde. |
| Gat vullen.                     | Meiden  | Een testpop had een gat in een kies en deze moest gevuld worden. Rick vergat echter de mond weer te sluiten en dus won Luara deze test. |
| Een afdruk maken van een gebit. | Meiden  | De afdruk van Rick mislukte. Luara slaagde er wel in een goede afdruk te krijgen. |
| Uiteindelijke winnaar.          | Meiden. | Eindstand: 2-1. Getrokken conclusie: de meiden zijn het meest geschikt voor het vak als tandarts. |

#### Top Secret → Opbergruimte in cd's
| Onderwerp                   | Notities |
| --------------------------- | --- |
| Opbergruimte in cd's maken. | Eerst werd er een stapel cd-hoezen op elkaar geplakt. Vervolgens werd met behulp van een gatzaag een gat in de binnenkant van het geheel gemaakt. Daarin werd geld verstopt. |

#### Alternatieve muziekinstrumenten
| Vraag                                                                        | Notities |
| ---------------------------------------------------------------------------- | --- |
| Kunnen er met huis, tuin en keukenspullen muziekinstrumenten worden gemaakt? | Eerst werd een komkommer uitgehold en werd er aan de uiteinden een stuk wortel als mondstuk en een paprika als dop gebruikt. Er kwam geluid uit, maar er kon geen muziek mee worden gespeeld. Daarna werd er van een wortel een dwarsfluit gemaakt en dit lukte wel. De derde test was het maken van een klokkenspel met een aantal flessen. In deze flessen werd water gedaan om de toonhoogtes te beïnvloeden. Vervolgens werden buizen in elkaar geschoven en werd er aan het uiteinde getrommeld. Door het uiteinde van de buis in en uit te schuiven werden de tonen verhoogd en verlaagd. Als afsluiter werden er aan een auto voorwerpen geplaatst (feesttoeters in de uitlaat, stukjes piepschuim onder de ruitenwissers en hangende blikjes aan touwtjes aan de achterkant) en werd hiermee gereden. Zo werd de auto een rijdend "eenmansorkest". |

### Aflevering 10
Uitzenddatum: 4 december 2010

#### Kat vs Hond → Fotogeniek
| Vraag                                    | Antwoord | Notities |
| ---------------------------------------- | -------- | --- |
| Wie van de twee is het meest fotogeniek? | De kat.  | Voor deze test werd een motorfiets gebruikt om mee te poseren. Een hond en een kat werden opgemaakt en Rick en Tom gingen om beurten met respectievelijk de kat en de hond op de foto. De foto's werden bekeken en besloten werd dat de kat het meest fotogeniek is. |

#### Jongens vs Meiden → Gehoor
| Uitdaging                           | Winnaar | Notities |
| ----------------------------------- | ------- | --- |
| Geluiden herkennen.                 | Meiden  | Myrthe en Ghino herkenden beiden geen enkel geluid, tot het laatste. Hier werd een hond nagedaan. Daar waar Ghino nog dacht dat het een echte hond was, hoorde Myrthe dat het werd nagedaan. |
| Geblinddoekt een mug vangen.        | Meiden  | Hiervoor werd een op afstand bestuurbare speelgoedmug en een vangnet gebruikt. Geblinddoekt ving Ghino de mug in 2:30 en Myrthe in 1:35. |
| Geblinddoekt een parcours afleggen. | Jongens | Ghino en Myrthe moesten om beurten een parcours afleggen op een scootmobiel. Tijdens deze rit kregen ze gecodeerde aanwijzingen over links en rechts afslaan. Deze waren echter niet allemaal juist. Verder stonden er nog palen met bekertjes meel langs het parcours en als deze werden omgereden, leverde dat een strafpunt op. Ghino reed twee palen omver, Myrthe vier. Hiermee wonnen de jongens deze laatste test. |
| Uiteindelijke winnaar.              | Meiden. | Eindstand: 2-1. Getrokken conclusie: de meiden hebben het beste gehoor. |

#### Net als in de film → "Filmwond"
| Onderwerp   | Notities |
| ----------- | --- |
| Filmwonden. | Met behulp van latex en make-up werd een kogelwond gemaakt. Daarna werd er een scène gespeeld waarin Jasper in de locker van Dico bezig was en laatstgenoemde Jasper een schotwond bezorgde. |

#### Huis, tuin en praktische tips
| Klus           | Notities |
| -------------- | --- |
| Kat voeren.    | Hiervoor werd een oude videorecorder gebruikt. De motor van de videorecorder liet een aantal wielen draaien waardoor er kattenvoer in een voederbak viel. Door de timer van de videorecorder in te stellen kon worden ingesteld wanneer dit moest gebeuren. |
| Grasmaaien.    | Het voorste gedeelte van een fiets werd vervangen door een grasmaaier. Vervolgens reed Ghino met deze fiets over het gazon. Het gras werd inderdaad gemaaid.                                                                                                |
| Hond uitlaten. | Dit onderdeel ging over het niet moe worden tijdens het uitlaten van de hond. Hiervoor werd een hovercraft gebouwd. Deze bleek echter te lawaaiig voor de hond, maar hij werd "cool" gevonden.                                                              |

### Aflevering 11
Uitzenddatum: 11 december 2010

#### Kat vs Hond → Springen
| Vraag                                                                         | Antwoord | Notities |
| ----------------------------------------------------------------------------- | -------- | --- |
| Bij welk huisdier loop je het meeste risico dat hij over het tuinhek springt? | De kat.  | Als testopstelling werden plankjes op elkaar gestapeld waar de hond en de kat overheen moesten springen. De hond sprong over 5 plankjes, de kat over 6. |

#### Jongens vs Meiden → Kapper
| Uitdaging               | Winnaar  | Notities |
| ----------------------- | -------- | --- |
| Haar verven.            | Meiden   | Luara en Ghino moesten respectievelijk lowlights en highlights aanbrengen in het lange haar van twee modellen. Luara deed deze proef het beste.                                                           |
| Met de tondeuse werken. | Jongens  | Ghino ging bij deze test voor korter en volgens een ervaren kapper werkte hij vrij egaal. Hij werd dan ook tot winnaar uitgeroepen.                                                                       |
| Haren knippen.          | Jongens  | Luara en Ghino moesten allebei een model knippen. Volgens een ervaren kapper was de techniek van Luara beter, maar hij riep toch Ghino tot winnaar uit, omdat zijn resultaat uiteindelijk iets beter was. |
| Uiteindelijke winnaar.  | Jongens. | Eindstand: 2-1. Getrokken conclusie: de jongens zijn het meest geschikt voor het kappersvak. |

#### Top Secret → Slechte cijferlijst verstoppen
| Onderwerp                       | Notities                                                                                               |
| ------------------------------- | --- |
| Slechte cijferlijst verstoppen. | Onder het zitvlak van een stoel werd een geheime ruimte gecreëerd en daar deden ze een cijferlijst in. |

#### Cold as ice
| Onderwerp                                   | Beste product.                 | Notities |
| ------------------------------------------- | ------------------------------ | --- |
| Product om de grip op het ijs te vergroten. | Zolen met spijkers.            | Eerst werd er iets onder de voeten gedaan. Daarna werd gekeken hoe deze zouden remmen. Als eerste werden tennisrackets gebruikt bij Ghino. Hij ging echter onderuit. Schuursponzen (stalen en gewone) vormden de tweede optie. Deze presteerden wisselend. Als laatste werden schoenzolen met spijkers gemaakt. Deze remden het beste.                                                                         |
| Alternatieve schaatsen.                     | Vastgegipste metalen linialen. | Er werd een slalomparcours aangelegd en deze eindigde met het maken van een goal in ijshockey. Als eerste werden botten geprobeerd. Dit werkte niet. Daarna werden colaflessen opengezaagd en de scherpe randen hiervan gebruikt. Dit werkte wel, maar het zag er niet uit. Als laatste werd een metalen liniaal gebruikt. Deze werd aan stukken gezaagd en aan een schoen vast gegipst. Dit werkte het beste. |

### Aflevering 12
Uitzenddatum: 18 december 2010

#### Kat vs Hond → Betrouwbaar
| Vraag                            | Antwoord | Notities |
| -------------------------------- | -------- | --- |
| Wie is er het meest betrouwbaar? | De kat.  | Klaas bereidde met het testteam een maaltijd voor en zette deze op een gedekte tafel neer. Vervolgens zetten ze de hond en de kat erbij en zij gingen op een afstand staan. Na een tijdje begon de hond ervan te eten, de kat rook er slechts aan en daarna liep hij weg. |

#### Jongens vs Meiden → Liegen
| Uitdaging                                        | Winnaar  | Notities |
| ------------------------------------------------ | -------- | --- |
| Leugens herkennen.                               | Jongens  | Klaas stelde drie vragen aan Luara. Ghislaine en Jasper moesten beoordelen of ze de waarheid sprak of niet. Jasper had alle vragen goed ingeschat, Ghislaine had één fout. |
| Uitzoeken welke man van drie visboer is.         | Jongens  | Drie mannen zaten naast elkaar en een van de drie was een visboer. Ghislaine en Jasper moesten ontdekken wie dan de drie dat was (a la Wie van de Drie). Ze mochten vijf vragen stellen aan de drie mannen en als laatste mochten ze twee van hen een haring laten schoonmaken. Daarna moesten ze inschatten wie echt visboer was. Jasper slaagde erin de echte visboer te herkennen, Ghislaine had het fout. |
| Liegen zonder dat de leugendetector het opmerkt. | Jongens  | Van tevoren hadden Ghislaine en Jasper de opdracht gekregen om een portemonnee te stelen. Daarna werden ze aan de leugendetector blootgesteld en moesten ze zo goed mogelijk liegen, zodat de leugendetector niet te veel uit zou slaan. Jasper deed dit het beste. |
| Uiteindelijke winnaar.                           | Jongens. | Eindstand: 3-0. |

#### Psychotest → Gamen en rijden
| Vraag                                    | Antwoord | Notities |
| ---------------------------------------- | -------- | --- |
| Ga je sneller rijden door veel te gamen? | Ja.      | Eerst gingen Dico en Ghino 8 ronden rijden in een kart. Ghino finishte in 1'18, Dico in 1'16. Vervolgens ging Dico een uur gamen en Ghino ging dezelfde tijd op een stoel zitten. Daarna gingen ze weer 8 ronden rijden in de kart. Deze keer finishte Ghino in 1'24 en Dico, ondanks een keer uit de bocht schieten, toch in 1'04. |

#### Kluiskraak deel 2
| Manier                    | Notities |
| ------------------------- | --- |
| Een sterk zuur gebruiken. | Voor deze test werd koningswater gemaakt door zoutzuur te mengen met salpeterzuur. Dit werd vervolgens op de kluis gegoten. Volgens een deskundige zou het "een dag of twee" duren voordat er iets gebeurde. Daarop werd deze test vroegtijdig afgebroken.                                                                          |
| De deur eruit trekken.    | Er werd een ketting aan de kluisdeur bevestigd en vervolgens werd met een vrachtwagen geprobeerd om de deur eruit te trekken. De eerste poging mislukte direct. Voor een nieuwe poging werd er een haak aan de deur gelast en werd er nu met twee vrachtwagens (aan beide kanten één) getrokken. Ook dit leverde geen resultaat op. |
| Lomp hakken.              | Met slijptol, drilboor en snijbrander werd er succesvol een gat gemaakt in de bovenkant van de kluis, dwars door het metaal en beton heen. |

### Aflevering 13
Uitzenddatum: 1 januari 2011
In deze special werd een compilatie vertoond van de beste fragmenten uit het vierde seizoen. Dit waren: de vacuümtest (afl. 1), de rakettest (afl. 2), het filmgevecht (afl. 5) en de jongens/meidentests over de beste geheim agent (afl. 1) en coureur (afl. 2) en het beste in inschatten (afl. 6).

#### 1 Minuutje → Kerstboom opzetten
| Vraag                                                            | Conclusie                             | Notities |
| ---------------------------------------------------------------- | ------------------------------------- | --- |
| Is het mogelijk om binnen één minuut een kerstboom op te zetten? | Technisch wel, maar het is niet mooi. | Klaas gaf kerstballen aan door ze naar Dico en Rick te gooien en deze moesten zij dan opvangen en in de boom hangen. Er vielen er echter veel kapot. Daarnaast vergaten Dico en Rick de spuitsneeuw. |

#### Hond vs Kat → Afwassen
| Vraag                       | Conclusie | Notities |
| --------------------------- | --------- | --- |
| Wie kan het beste afwassen? | De hond.  | De hond en de kat moesten om beurten de afwas doen. Beide dieren kregen drie minuten om zo veel mogelijk afwas te doen. De hond stopte er vroegtijdig mee, maar had wel meer vaat schoon. |

#### Jongens vs Meiden → Compilatie
In de voorgaande twaalf afleveringen hadden zowel de jongens als de meiden zes overwinningen. Er werd een compilatie getoond van tests. Dit waren: geheim agent, coureur en inschatten.

## Trivia
- In de vierde aflevering van dit seizoen is een fout gemaakt bij de inleiding van de heliumtest. Hier wordt verteld dat helium het lichtste gas is dat er bestaat. Dit is echter niet helium, maar waterstof.

## Kijkcijfers zaterdagafleveringen
| Datum            | Aantal kijkers | Marktaandeel |
| ---------------- | -------------- | ------------ |
| 2 oktober 2010   | 155.000        | 13,2%        |
| 9 oktober 2010   | 205.000        | 22,7%        |
| 16 oktober 2010  | 131.000        | 13,7%        |
| 23 oktober 2010  | 172.000        | 18,9%        |
| 30 oktober 2010  | 185.000        | 19,9%        |
| 6 november 2010  | 165.000        | 15,5%        |
| 13 november 2010 | 149.000        | 15,0%        |
| 20 november 2010 | 128.000        | 14,2%        |
| 27 november 2010 | 162.000        | 17,1%        |
| 4 december 2010  | 165.000        | 16,3%        |
| 11 december 2010 | 119.000        | 13,7%        |
| 18 december 2010 | 184.000        | 18,8%        |
| 1 januari 2011   | 157.000        | 10,2%        |